# 도바카이도역
도바카이도역(일본어: 鳥羽街道駅)은 일본 교토부 교토시 히가시야마구에 위치한 게이한 전기철도 게이한 본선의 역이다. 역 번호는 KH35이다.

## 역사
- 1910년 4월 15일: 게이한 본선 개통과 동시에 영업 개시.
- 1943년 10월 1일: 회사 합병으로 게이한신 급행전철(한큐 전철)의 역이 됨.
- 1945년 9월 15일: 수송 혼란 방지를 위하여 영업 휴지.
- 1946년 5월 11일: 영업 재개.
- 1949년 12월 1일: 회사 분리에 의한 게이한 전기철도의 역이 됨.
- 1968년 7월 21일: 구내 지하도 사용 개시, 구내 건널목 폐지.
- 1969년 8월 10일: 열차 접근 자동 방송 장치 신설, 사용 개시[1].
- 2012년 9월 24일: 승강장 이상 통보 장치를 설치 및 운용 개시[2].
- 2016년 3월 19일: 이 날의 다이아 개정부터 본선으로 일 중에 운용하던 나카노시마 ~ 데마치야나기 역간 보통 열차가 히라카타시까지 운용으로 줄고, 낮에는 준급만 정차하는 역이 됨.

## 역 구조
상대식 승강장 2면 2선의 지평역이다. 역사는 1번 승강장의 요도야바시 방향에 위치하고 있으며 요도야바시 방면 승강장으로는 지하도로 연결된다. 오사카 방면 승강장의 동쪽에는 JR 나라 선이 병행하고 다니고 있지만 본 역 부근에 JR 역은 없다. JR과의 환승은 인근의 후시미이나리 역이나 도후쿠지역에서 가능하다.

### 승강장
| 번호 | 노선          | 방향 | 행선                                                         |
| ---- | ------------- | ---- | ------------------------------------------------------------ |
| 1    | ■ 게이한 본선 | 상행 | 산조・데마치야나기 방면                                      |
| 2    | ■ 게이한 본선 | 하행 | 주쇼지마・히라카타시・교바시・요도야바시・나카노시마 선 방면 |

※ 두 승강장의 유효 길이는 7량이다.
- 배리어 프리 설비는 없다.

## 이용 현황
| 연도   | 하차 인원 | 승차 인원 |
| ------ | --------- | --------- |
| 2007년 | 3,400     | 1,579     |
| 2008년 | 3,697     | 1,841     |
| 2009년 | 3,655     | 1,789     |
| 2010년 | 3,449     | 1,707     |
| 2011년 | 3,630     | 1,809     |
| 2012년 | 3,839     | 1,923     |
| 2013년 | 3,567     | 1,866     |
| 2014년 | 3,381     | 1,778     |
| 2015년 | 3,691     | 1,929     |

## 역 주변
- 닌텐도 교토 리서치 센터(구, 본사)
- 이나리야마 병원
- 교토 도바카이도 우체국
- 도후쿠지

## 사진

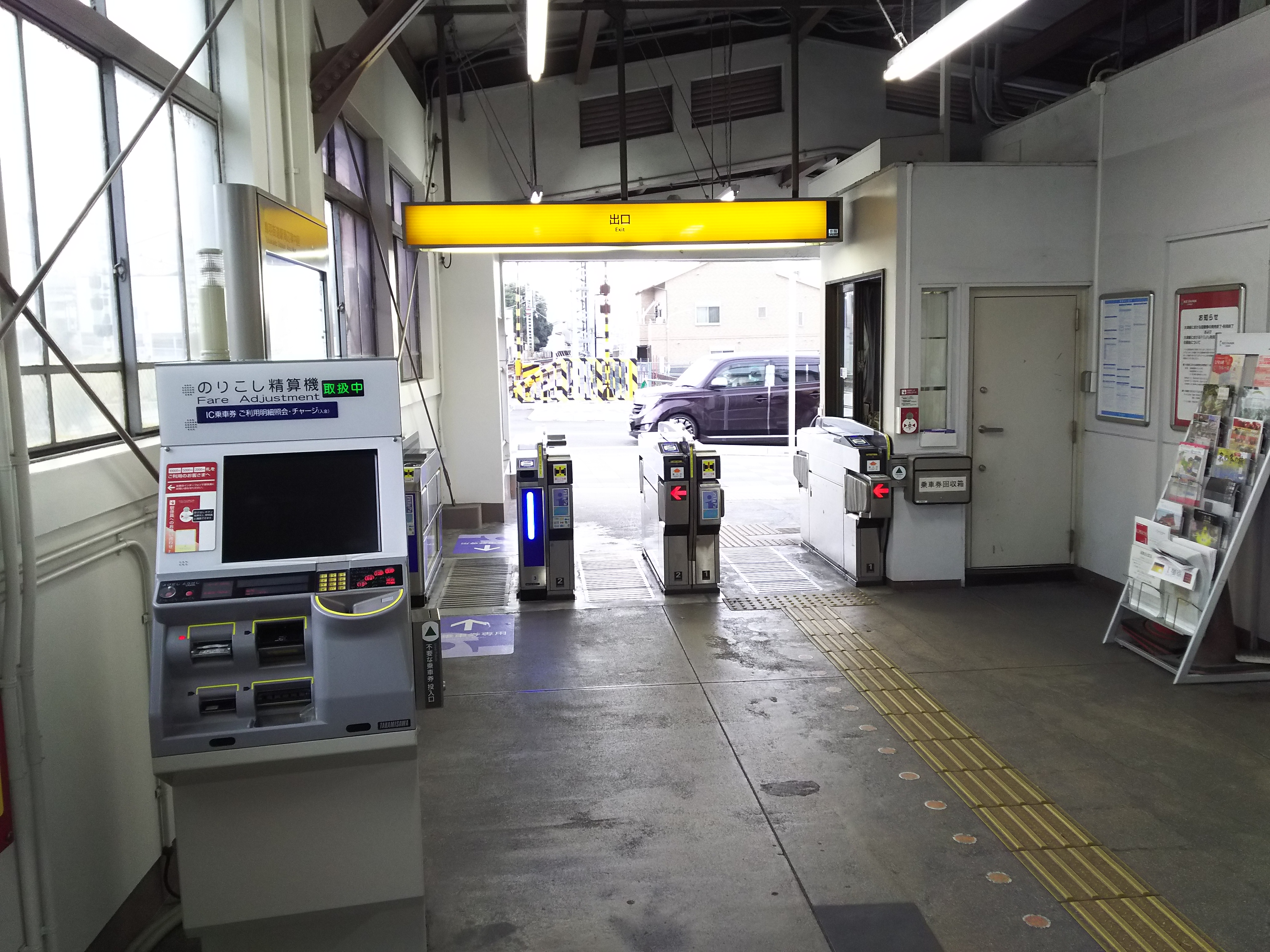
개찰구

## 인접역
| 게이한 전기철도 ■ 게이한 본선     | 게이한 전기철도 ■ 게이한 본선                  | 게이한 전기철도 ■ 게이한 본선   |
| --------------------------------- | ---------------------------------------------- | ------------------------------- |
| KH34 후시미이나리 요도야바시 방면 | ■ 통근 준특급 (평일 하행 운전) ■ 준특급 ■ 보통 | 도후쿠지 KH36 데마치야나기 방면 |